# Santa Valha
Santa Valha is een plaats (freguesia) in de Portugese gemeente Valpaços en telt 551 inwoners (2001).